# Love, Simon
Love, Simon (conocida como Yo soy Simón en Hispanoamérica y Con amor, Simon en España) es una película romántica estadounidense dirigida por Greg Berlanti y basada en la novela Simon vs. the Homo Sapiens Agenda de Becky Albertalli. Fue protagonizada por Nick Robinson, Josh Duhamel y Jennifer Garner, entre otros.
La película fue estrenada en los Estados Unidos el 16 de marzo de 2018 por 20th Century Fox. Es considerada como la primera película estrenada por un gran estudio que tiene por asunto principal un enamoramiento adolescente homosexual.
Una serie de televisión titulada Love, Victor, ambientada en el mismo universo que la película, se estrenó el 17 de junio de 2020 en Hulu, con Robinson como narrador de la serie.

## Argumento
Simon Spier es un estudiante de secundaria que vive en Atlanta y que aún no ha dado a conocer su homosexualidad. Tiene una buena y amorosa familia, sus padres Emily y Jack y su hermana Nora, y tres mejores amigos: Nick y Leah, a los que ha conocido casi toda la vida, y la recién llegada Abby. Un día, Leah informa a Simon acerca de una confesión en línea por un estudiante gay en secreto de la escuela, conocido simplemente por el seudónimo “Blue”. Simon empieza a comunicarse con él como “Jacques”. Los dos se confían mutuamente unos detalles personales, y entre los dos se forma una verdadera conexión. No obstante, los correos se descubren por accidente por otro estudiante, Martin, quien está enamorado de Abby. Al enterarse del secreto, Martin chantajea a Simon con las fotos de los correos y exige que le ayude a conquistar a Abby. 
Simon empieza a sospechar que un compañero suyo, Bram, es Blue. En la fiesta de Halloween, intenta intimar con Bram, pero Simon sorprende a Bram y otra estudiante liándose. Nick le confiesa a Simon sus sentimientos por Abby. Al recordar el chantaje de Martin, Simon le miente que Abby tiene novio en la universidad. Ebrio, Leah lleva a Simon a casa y pasa la noche con él. Habla vagamente acerca de que se siente como si fuera su destino estar enamorada de alguien muy intensamente, y Simon cree que se refiere a su amigo, Nick. 
Más tarde, Simon se reúne con Abby y Martin en un restaurante, ya que Simon ha pedido que practiquen sus guiones para el musical inminente. Ahí, Simon conoce a un chico llamado Lyle, y cree que Lyle es Blue, y gradualmente Martin y Abby se hacen amigos. Esa noche, Simon sale del armario y se siente incentivado cuando Abby reacciona positivamente. En un partido de fútbol americano, se encuentra con Lyle e intenta invitarle a salir. Sin embargo, Simon averigua que a Lyle le interesa Abby. Simon, molesto, recomienda que Martin haga algo grande para llamar la atención de Abby. Durante el himno nacional, Martin, vestido de la mascota de la escuela, coge el micrófono y declara su amor por Abby ante todo el estadio, pero ella admite que no le gusta. Martin, humillado, recibe muy negativa atención. 
En Nochebuena, Martin sube las fotos al sitio de cotilleos en línea de la escuela, y llama a Simon por su nombre. Nora reporta las fotos y el sitio las quita, pero la mayoría de los estudiantes ya las han visto. Trata de consolar a su hermano, pero Simon rechaza su ayuda y no responde a los mensajes de sus amigos. La mañana de Navidad, Simon sale del armario ante sus padres. Estos quedan sorprendidos, pero le dan apoyo. Después, Blue le dice a Simon que los dos deben dejar de comunicarse, y borra su correo electrónico. Después de la Navidad, Nick y Abby se enteran de que Simon manipulaba a Abby para hacer que saliera con Martin, y se enfadan con él por sus mentiras. Leah confiesa que estaba enamorada de Simon, no de Nick, y está molesta porque se lo dijo a Abby primero. En la escuela, Simon intenta determinar la identidad de Blue en vano. En la cafetería, Simon y otro estudiante gay, Ethan, son humillados públicamente. Ethan y Simon discuten las dificultades en torno a ser gay. Al salir de la escuela, Martin intenta disculparse con Simon, quien furiosamente rechaza el intento. 
Después de que sus padres lo consolaran, Simon le pide disculpas a Leah, y admite que está enamorado de Blue. Leah le ayuda a mejorar las relaciones con Nick y Abby, ahora en pareja. Simon publica una confesión en la que busca a Blue y pide que revele su identidad. Esperando a Blue en el desfile invernal, Simon monta en la noria, llamando la atención de muchos compañeros, hasta que no le queda ningún ticket. Martin aparece y, para reparar el daño, le compra una última vuelta. Justo antes de empezar la noria por última vez, Bram se sienta con Simon y se revela como Blue, confesándole que el beso con la chica en Halloween fue fruto de la embriaguez. Los dos montan en la noria y se besan, ante los gritos de ovación de sus amigos y del resto del instituto.
La vida de Simon gradualmente se normaliza de nuevo y comienza una relación con Bram. Además, en el blog del instituto comienzan a aparecer confesiones firmadas de otros estudiantes con secretos, inspirados por el coraje de Simon. La película acaba con Simon abandonando la rutina diaria (con sus amigos, y ahora con Bram), insistiendo en que no vayan a la escuela, y en su lugar, tengan una aventura.

## Elenco y personajes
- Nick Robinson como Simon Spier.
  - Bryson Pitts como Simon Spier de 11 años.
  - Nye Reynolds como Simon Spier de 5 años.
- Katherine Langford como Leah Burke, la mejor amiga de Simon.
- Jorge Lendeborg Jr. como Nick Eisner, el mejor amigo de Simon.
- Alexandra Shipp como Abby Suso, amiga de Simon, quien se mudó hace 6 meses.
- Keiynan Lonsdale como Abraham "Bram" Greenfeld, uno de los amigos y compañeros de clase de Simon y luego novio.
- Logan Miller como Martin Addison, uno de los compañeros de clase de Simon que lo chantajea.
- Josh Duhamel como Jack Spier, el padre de Simon.
- Jennifer Garner como Emily Spier, la madre de Simon.
- Miles Heizer como Cal Price, uno de los amigos y compañeros de clase de Simon.
- Tony Hale como el Sr. Worth, uno de los profesores de Simon.
- Joey Pollari como Lyle.
- Talitha Bateman como Nora Spier, la hermana de Simon.
  - Skye Mowbray como de 6 años.
- Colton Haynes como Kevin.
- Natasha Rothwell como la Sra. Albright

## Producción

### Desarrollo
El 29 de octubre de 2015, se anunció que Fox 2000 adquirió los derechos para hacer una adaptación de la novela. El 6 de septiembre de 2016, Greg Berlanti fue contratado como director.

### Casting
En diciembre de 2016, Nick Robinson estaba en conversaciones para protagonizar la película para el papel principal y posteriormente se unió al elenco. Jennifer Garner se unió a la película en febrero de 2017.

### Rodaje
El rodaje comenzó el 6 de marzo de 2017 en Atlanta, Georgia. Jennifer Garner fue vista filmando sus escenas el 21 de marzo de 2017. La filmación terminó oficialmente el 23 de abril de 2017.

## Banda sonora
La banda sonora de la película incluye música de Troye Sivan, Bleachers, Amy Shark, Brenton Wood, The 1975, Normani Kordei y Khalid entre otros. La primera canción lanzada desde la banda sonora fue "Alfie's Song (Not So Typical Love Song)" de Bleachers.

| Love, Simon (Original Motion Picture Soundtrack) |                                              |                      |          |  |
| N.º                                              | Título                                       | Interpretada por     | Duración |  |
| 1.                                               | «Alfie's Song (Not So Typical Love Song)»    | Bleachers            | 3:01     |  |
| 2.                                               | «Rollercoaster»                              | Bleachers            | 4:35     |  |
| 3.                                               | «Never Fall in Love»                         | Jack Antonoff and MØ |          |  |
| 4.                                               | «Strawberries & Cigarettes»                  | Troye Sivan          |          |  |
| 5.                                               | «Sink In»                                    | Amy Shark            |          |  |
| 6.                                               | «Love Lies»                                  | Khalid y Normani     | 3:23     |  |
| 7.                                               | «The Oogum Boogum Song»                      | Brenton Wood         | 3:07     |  |
| 8.                                               | «Love Me»                                    | The 1975             | 3:42     |  |
| 9.                                               | «I Wanna Dance with Somebody (Who Loves Me)» | Whitney Houston      | 4:50     |  |
| 10.                                              | «Someday at Christmas»                       | Jackson 5            | 2:44     |  |
| 11.                                              | «Wings»                                      | Haerts               | 4:58     |  |
| 12.                                              | «Keeping a Secret»                           | Bleachers            |          |  |
| 13.                                              | «Wild Heart»                                 | Bleachers            | 3:20     |  |

## Recepción
Love, Simon ha recibido reseñas sumamente positivas de parte de la crítica y de la audiencia. En Rotten Tomatoes, la película posee una aprobación de 93%, basada en 148 reseñas, con una calificación de 7.5/10, mientras que de parte de la audiencia ha recibido una aprobación de 91%, basada en 4254 votos, con una calificación de 4.5/5. En Metacritic le ha dado a la película una puntuación de 73 de 100, basada en 37 reseñas, indicando "reseñas generalmente positivas". Las audiencias de CinemaScore le han dado una "A+" en una escala de A+ a F, mientras que en el sitio IMDb los usuarios le han dado una puntuación de 8.1/10, sobre la base de 12 159 votos.